# Westbury (New York)
Pour les articles homonymes, voir Westbury.
Westbury est un village du comté de Nassau, dans l'État de New York aux États-Unis, situé sur la presqu'île de Long Island. Il comptait une population de 14 263 habitants au recensement de l'an 2000[réf. nécessaire].